# Michael Cunningham

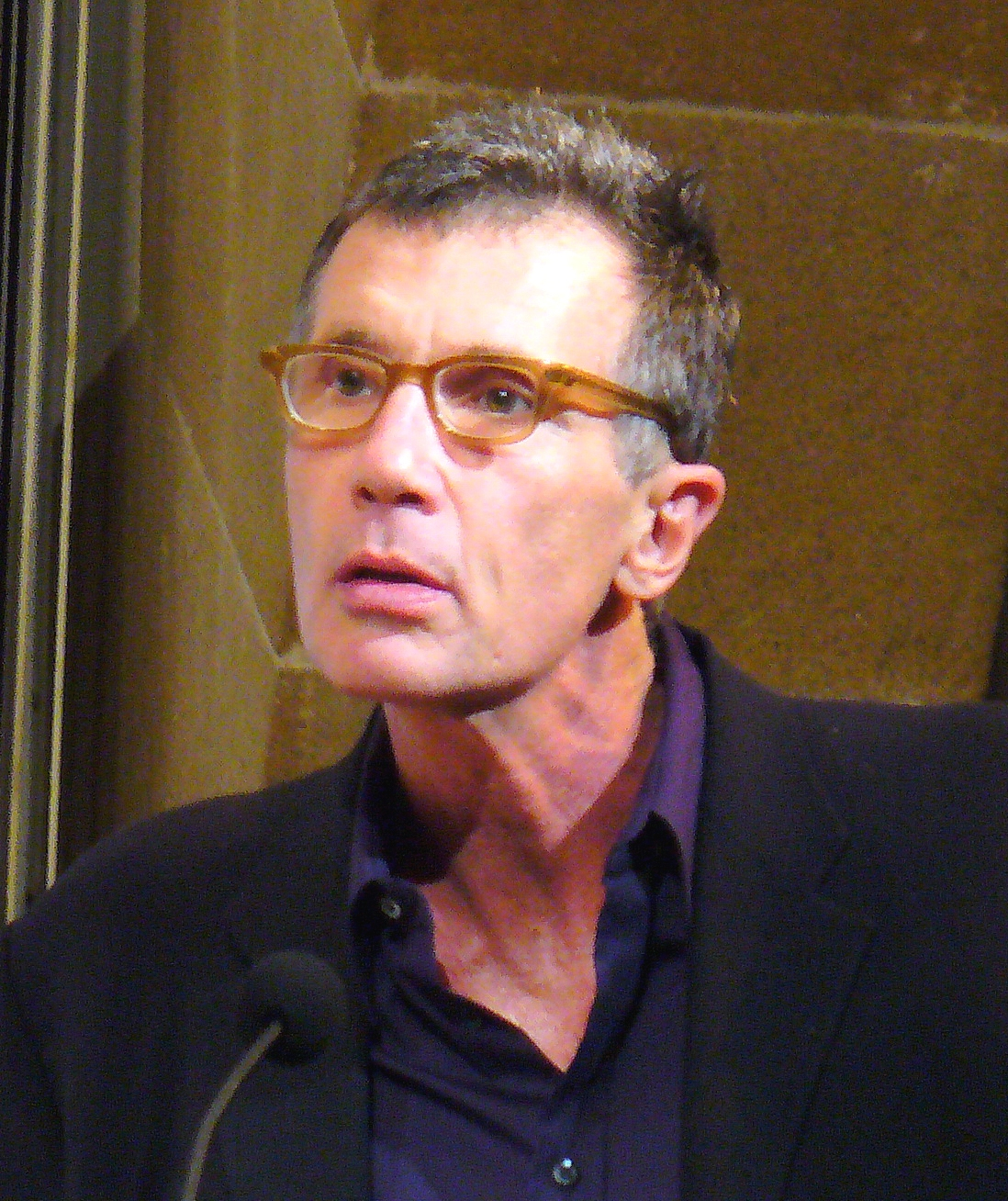
Michael Cunningham

Michael Cunningham (n. 6 noiembrie 1952 în Cincinnati, Ohio) este un scriitor american.
Este cunoscut pentru romanul The Hours, publicat în 1998, pentru care a câștigat Premiul Pulitzer pentru Ficțiune, iar în anul următor PEN/Faulkner Award.
Este profesor la Universitatea Yale.

### Novels
- 1984 Golden States
- 1990 A Home at the End of the World
- 1995 Flesh and Blood
- 1998 The Hours
- 2005 Specimen Days
- 2010 By Nightfall
- 2014 The Snow Queen

### Non-ficțiune
- 2002 Land's End: A Walk in Provincetown

### Scenarii
- 2004 A Home at the End of the World
- 2007 Evening

### Contributor
- 2000 Drawn By The Sea (exhibition catalogue text; 110 signed copies)
- 2001 The Voyage Out by Virginia Woolf (Modern Library Classics edition) (Introduction)
- 2001 I Am Not This Body: The Pinhole Photographs of Barbara Ess (Text)
- 2004 Washington Square by Henry James (Signet Classics edition) (Afterword)
- 2004 Death In Venice by Thomas Mann (new translation by Michael Henry Heim) (Introduction)
- 2006 Laws for Creations, Poems by Walt Whitman (Editor and introduction)
- 2007 a Memory, a Monologue, a Rant, and a Prayer edited by Eve Ensler and Mollie Doyle (Short Story, The Destruction Artist)
- 2010 My Mother She Killed Me, My Father He Ate Me: Forty New Fairy Tales (short Story "The Wild Swans")

## Cărți traduse în limba română
- Crăiasa Zăpezii, Editura Polirom, 2014, ISBN 978-9734649013

1. ↑  Michael CUNNINGHAM, NooSFere, accesat în 9 octombrie 2017
2. ↑  „Michael Cunningham”, Internet Movie Database, accesat în 13 octombrie 2015
3. ↑  Michael Cunningham, Munzinger Personen, accesat în 9 octombrie 2017
4. ↑  Michael Cunningham, Babelio
5. ↑  Michael Cunningham, Brockhaus Enzyklopädie, accesat în 9 octombrie 2017
6. ↑  Czech National Authority Database, accesat în 1 martie 2022
7. ↑  Autoritatea BnF, accesat în 10 octombrie 2015
8. ↑  CONOR.SI[*] Verificați valoarea |titlelink= (ajutor)